# 交大西迁博物馆
交大西迁博物馆（英語：Jiaotong University Westward Relocation Museum）是一座位于西安交通大学的博物馆，馆长是赵大良。

## 历史
2018年12月11日建成开馆，位于西安交通大学兴庆校区。建筑面积为3,760平方米，占地面积为940平方米，展厅面积2,400平方米。馆藏文物2,077件，主要反映交通大学西迁历史。

## 营业时间
- 周一至周六：上午九点至下午五点
- 周日闭馆